# Bloody Murder
Bloody Murder (w UK wydany jako Scream Bloody Murder) – horror (slasher, właśc. backwoods slasher) produkcji amerykańskiej z 2000 roku. Film nie odniósł zadowalającego sukcesu kasowego (został wydany na rynku video), był za to krytykowany za bezczelne czerpanie z serii Piątek, trzynastego.

## Zarys fabularny
Julie McConnell wraz z przyjaciółmi próbuje ponownie otworzyć letni obóz Placid Pines. Niestety, dość szybko zaczynają się zniknięcia i seria brutalnych morderstw popełnianych przez mordercę w hokejowej masce, którym może być legendarny Trevor Moorehouse. Gdy Julie postanawia sama zająć się zbadaniem sprawy mordów, odkrywa, że im bliżej jest rozwiązania tajemnicy tożsamości mordercy, tym większe grozi jej niebezpieczeństwo.